# Cratylia bahiensis
Espèce
Statut de conservation UICN

 VU B1+2c : Vulnérable
Cratylia bahiensis est une espèce de plantes à fleurs de la famille des Fabaceae trouvée au Brésil.

## Publication originale
- Kew Bulletin 49(4): 769. 1994. (28 Nov 1994)